# Río Petrohué
Río Petrohué – rzeka w południowochilijskim regionie Los Lagos. Jest jedyną rzeką, która wypływa z jeziora Todos los Santos i uchodzi szeroką deltą do fiordu Reloncaví. Pomimo małej długości (36 km) jej średni przepływ wynoszący 278 m³/s, jest stosunkowo duży. Jest to niewiele mniej niż średni przepływ Narwi przy ujściu. W swoim biegu płynie najpierw na południowy zachód, a potem na południe, a uchodzi do niej tylko kilka mniejszych potoków. W przeszłości rzeka przyjmowała prawdopodobnie również wody jeziora Llanquihue, jednak dopływ ten został zablokowany wulkaniczną aktywnością wulkanów Osorno i Calbuco. Około 6 km od wypływu z jeziora rzeka napotyka na bazaltowe skały i na wielu progach opada o ponad 20 m. W górnym biegu rzeka najczęściej wcina się głęboko w osady wulkaniczne, stąd też wiele jej odcinków jest ograniczonych wysokimi brzegami, co czyni ją trudno dostępną. W dolnym biegu rzeka jest szersza, rozgałęzia się na wiele odnóg, oddzielonych od siebie ławicami z osadów i uchodzi do fiordu szeroką, silnie rozgałęzioną deltą. 
Jakość wody Río Petrohué jest dotychczas na całym jej biegu znakomita, ze względu na brak czynników zanieczyszczających. Jednak duży rozwój turystyki, wędkarstwa i sportów wodnych, przede wszystkim w okolicy wodospadów, może, bez odpowiednich środków zaradczych, prowadzić do jej pogorszenia.
Górny i środkowy bieg rzeki leży w granicach najstarszego chilijskiego parku narodowego Vicente Pérez Rosales. Cały bieg rzeki leży w zasięgu formacji roślinnej zwanej waldiwijskim lasem deszczowym, którego gęsta, wiecznozielona wegetacja jest charakterystyczna dla jej brzegów. 

## Klimat

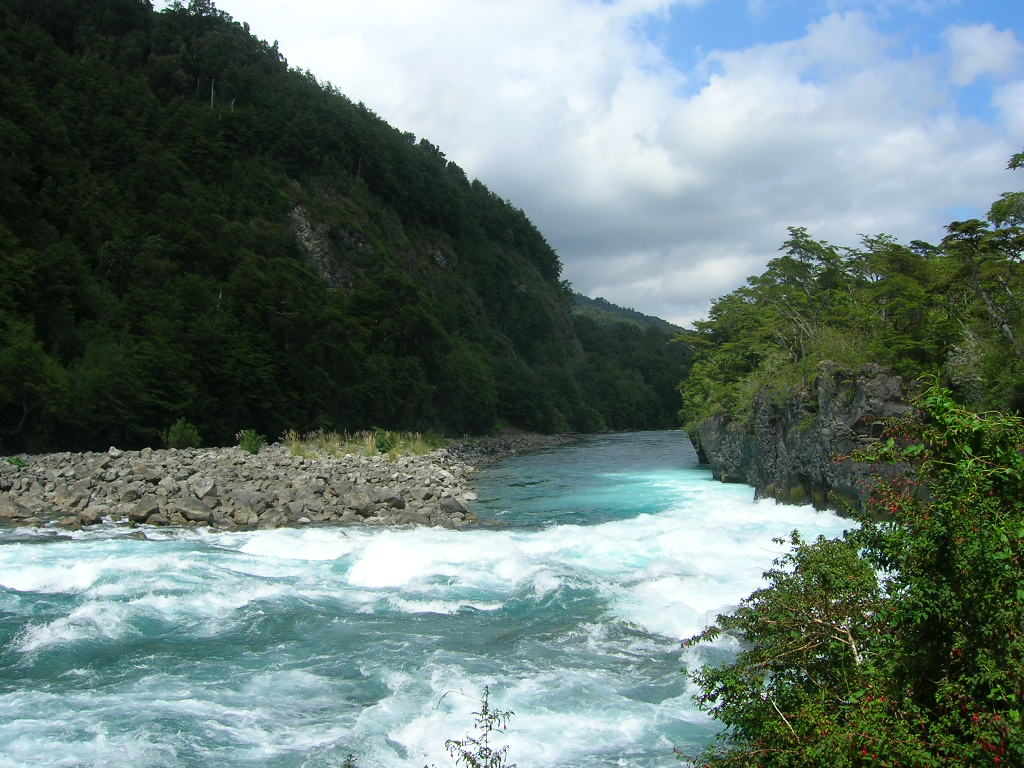
Wąskie wąwozy i wysokie, gęsto porośnięte brzegi charakteryzują górny bieg rzeki

Panuje tu klimat umiarkowany chłodny. Obszar leży w strefie dryfu wiatrów zachodnich, której klimat charakteryzuje się częstymi i silnymi wiatrami zachodnimi, umiarkowanie chłodnymi zimami, umiarkowanie ciepłymi latami oraz roczną ilością opadów ok. 3000 mm/m². W lato temperatury wzrastają powyżej 20 °C, natomiast zimą spadają do 5-7 °C. Mroźne dni są rzadkie, dni z opadami śniegu jest niewiele, a pokrywa śnieżna nie utrzymuje się długo. Ponieważ w rzece płynie przede wszystkim woda z jeziora Todos los Santos i woda pochodząca z topnienia z okolicznych gór, ogrzewa się nie wyżej niż do 15 °C, a w sierpniu, z przeciętnymi 8 °C, jest najzimniejsza. Tylko w okolicach kilku gorących źródeł jest wyraźnie cieplejsza.

## Flora

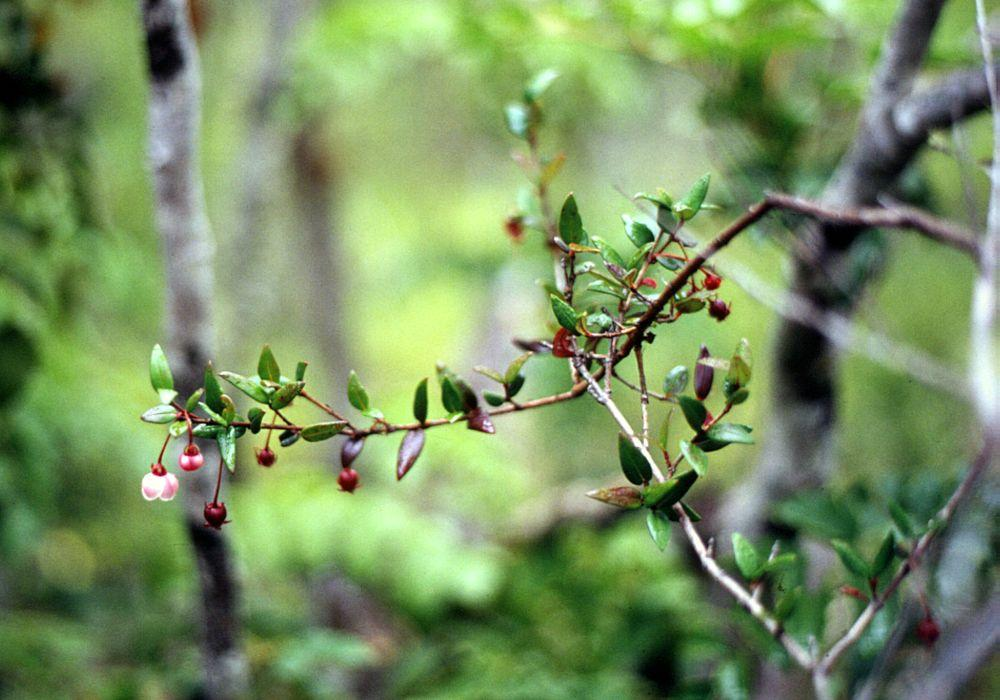
Guawa chilijska (Ugni molinae), przy wodospadach „Saltos de Petrohué"

Brzegi Río Petrohué pokryte są gęstą roślinnością waldiwijskiego lasu deszczowego, którego przewodnim drzewem jest Nothofagus dombeyi, wiecznozielony rodzaj buka. Trzej pozostali przedstawiciele tego gatunku występują również w okolicy rzeki, ale rzadziej. Wśród drzew iglastych największe wrażenie robi ficroja cyprysowata, która może osiągnąć wysokość powyżej 50 m i jest długowieczna. Jesienią dojrzewają owoce guawy chilijskiej (Ugni molinae), które przeznacza się do bezpośredniego spożycia lub wyrobu konfitur. Ogólnie można stwierdzić, że flora waldiwijskiego lasu deszczowego jest bogata gatunkowo i silnie zróżnicowana. 

## Fauna

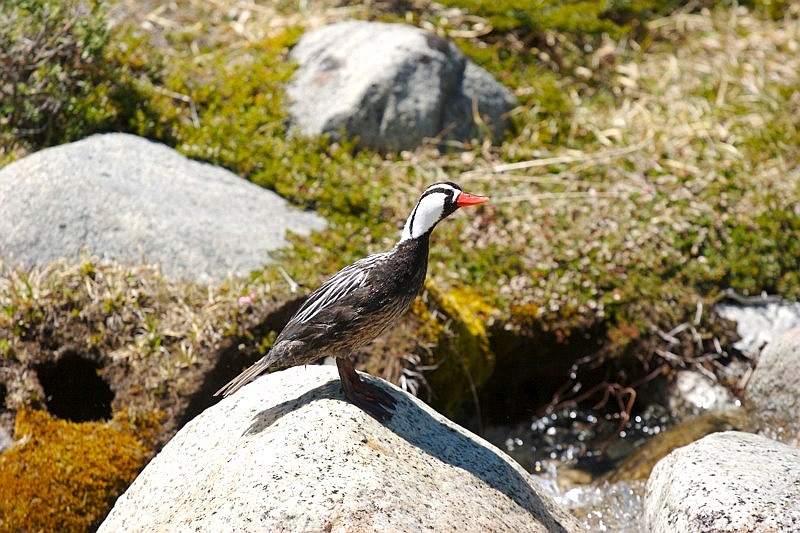
Samiec zbrojówki. Gatunek ten gniazduje nad Río Petrohué

W rejonie rzeki żyje ok. 30 gatunków ssaków, z których nutria i wydra południowa (Lontra provocax) są związane z wodą bezpośrednio i występują w systemie rzecznym Río Petrohué. Bogata jest również awifauna, jednak większość ptaków żyje w oddaleniu od rzeki. Dla samej rzeki charakterystyczna jest zbrojówka, gniazdująca na jej brzegach, a można ją obserwować również w rejonie wodospadów. Na żwirowych brzegach spokojniejszego, dolnego biegu można czasem zobaczyć biegusa długoskrzydłego, a na gałęziach zwisających nad spokojniejszymi odcinkami rybaczka obrożnego (Megaceryle torquata). W strefie ujściowej, będącej już pod silniejszym wpływem oceanu, występuje torpedówka lotna.
Pierwotnie w górnym i środkowym biegu Río Petrohué zadomowione były tylko cztery gatunki ryb: Perca trucha z rodziny okoniowatych, która może osiągnąć długość do 40 cm, bagre (Trichomycterus sp. areolatus?) - ryba z rodziny Trichomycteridae, Peladilla (Aplochiton taeniatus z rodziny galaksowatych oraz  Basilichthys australis z rodziny Atherinopsidae, która jest endemiczna dla Chile i jest nazywana w regionie Pejerrey. Zgodnie z tą nazwą (pejerrey = ryba królewska) jest ona szczególnie ceniona przez smakoszy. Dolny bieg i obszar ujścia były i nadal są bogatsze gatunkowo dzięki wpływowi oceanu. 
Dzisiaj przeważają w systemie rzecznym i jeziorowym obce gatunki jak: pstrąg potokowy, pstrąg tęczowy, łosoś szlachetny, kiżucz i czawycza. Pierwotnie północnopacyficzna czawycza rozwinęła tutaj stałe populacje i nowe zwyczaje wędrowne, od kiedy prawdopodobnie w latach 80. XX wieku uciekły z farm hodowlanych lub też zostały wypuszczone. Pstrąg tęczowy i potokowy są dziś najczęściej spotykanymi rybami w systemie rzecznym Petrohué i w większości chilijskich rzek. Tworzą więcej niż 80% biomasy ryb i wypierają w coraz większym stopniu pierwotną faunę rybną.

## Sport i turystyka
Río Petrohué jest jednym z najlepszych rewirów wędkarskich w Chile. Swoją sławę zawdzięcza wyłącznie gatunkom, które pierwotnie nie zasiedlały jej wód. W całej Południowej Ameryce nie występowali, tak pożądani przez wędkarzy sportowych, przedstawiciele łososiowatych. Rzeka zyskuje rosnące zainteresowanie wśród uprawiających sporty wodne, rafting czy kajakarstwo górskie, tak więc przy jej wypływie z jeziora Todos los Santos, wzdłuż całego górnego biegu, a szczególnie w pobliżu wodospadów powstała i nadal jest rozbudowywana infrastruktura turystyczna. Ciekawym jest, w jakim stopniu negatywne skutki tego rozwoju zostaną zredukowane przez odpowiednie środki zaradcze.